# Miroslav Haken
Miroslav Haken (12. ledna 1898, Smíchov (dnes Praha) – 30. června 1942, Praha) byl československý právník a odbojář popravený nacisty.

## Život

### Mládí a služba v armádě
Narodil se na tehdejším pražském předměstí Smíchově v rodině inženýra firmy Ringhoffer Aloise Hakena (1872–1933) a jeho manželky Marie, rozené Veingartové (1876–??). Byl jejich jediné dítě. Po maturitě ve Slaném začal studovat na právnické fakultě v Praze, studia dokončil až po 1. světové válce. Do armády narukoval osmnáctiletý v květnu 1916 jako jednoroční dobrovolník. Na italské frontě se nacházel od 11. prosince 1916 do 1. února 1918, kdy byl zraněn. Po zranění se již na frontu nevrátil a v hodnosti poručíka velel pracovní rotě v cukrovaru v Lounech. Zde byl také po vzniku Československa krátkodobě velitelem posádky. Jako důstojník československé armády sloužil v neklidném počátečním období státu v oblastech osídlených německým obyvatelstvem a v hraničářském praporu. Po demobilizaci v roce 1920 a několikaměsíčním znovupovolání do armády byl v roce 1921 demobilizován definitivně. S armádou však byl i nadále v aktivním styku a dosáhl v ní hodnosti kapitána.

### Právnická praxe
V roce 1922 dokončil Miroslav Haken studia práv a nastoupil na praxi k okresnímu soudu ve Slaném. Stal se podnikovým právníkem firmy ČKD ve Slaném, v jejích službách procestoval řadu evropských zemí. Přátelil se s další významnou slánskou osobností, podnikatelem Jaroslavem Pálou, majitelem továrny Palaba.

### Rodinný život
Z církve vystoupil roku 1921. Dne 3. října 1925 se na Staroměstské radnici v Praze oženil s Liběnou Mazánkovou. Manželé Hakenovi měli dceru Janu (*1930). Ovdovělá manželka se po válce znovu provdala, dcera se stala učitelkou.

### Německá okupace, zatčení, smrt

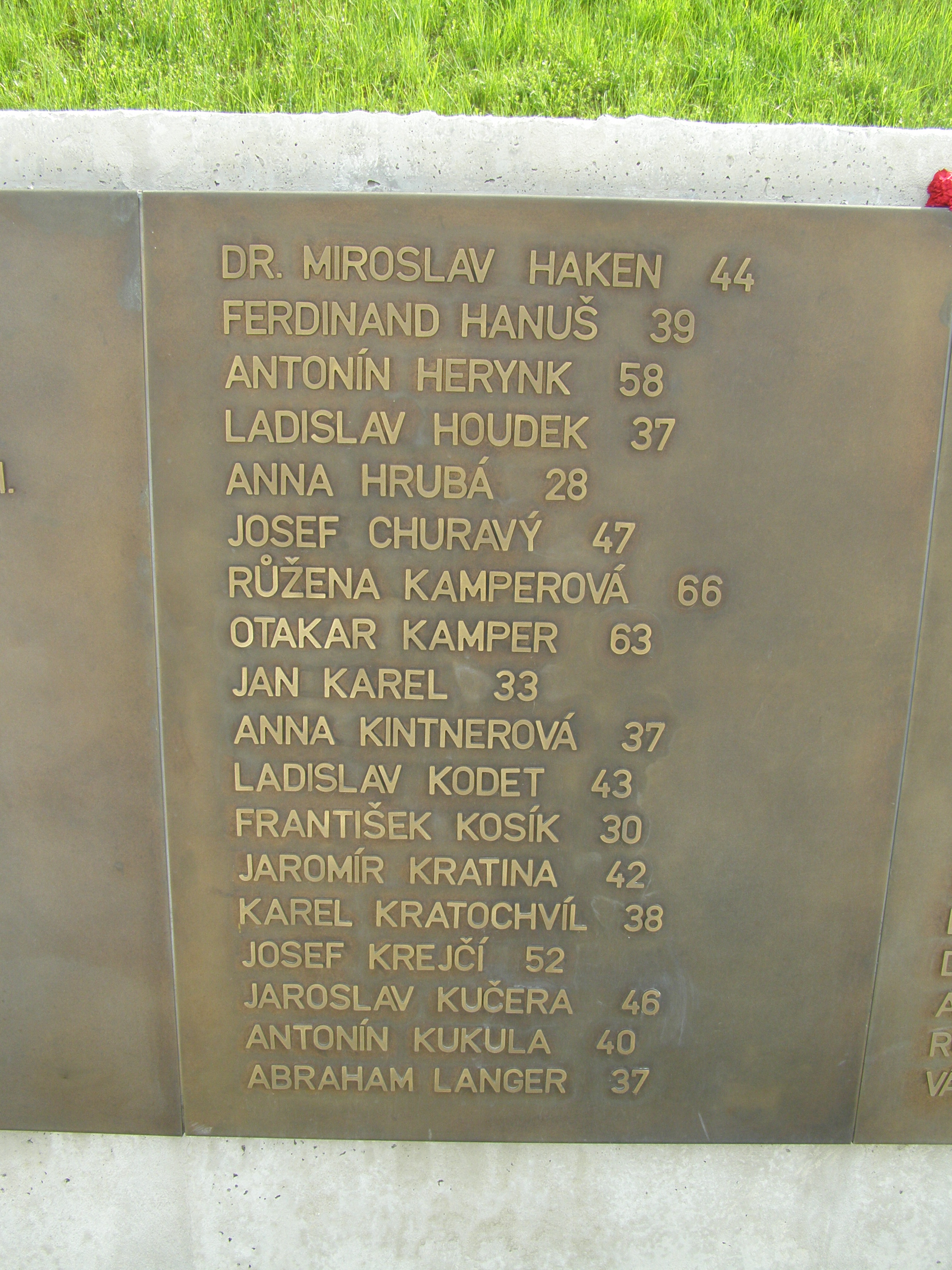
Kobyliská střelnice – pamětní deska se jménem Miroslava Hakena (část popravených z 30. června 1942)

I když za německé okupace pomáhal Miroslav Haken odboji ukrýváním zbraní, munice a písemností, tato jeho činnost nebyla prozrazena. Jak vyplynulo z poválečné výpovědi příslušníka kladenského gestapa, byly mu, stejně jako dalším nepohodlným osobám, podstrčeny zbraně. 23. nebo 25. června 1942 byl zatčen a 30. června téhož roku byl na kobyliské střelnici popraven.

## Dílo
Ve Slaném se Miroslav Haken veřejně angažoval v řadě místních spolků, např. jako místostarosta Sokola, člen Národní gardy, člen městské rady, předseda Kuratoria pro udržování divadla. Největší úsilí věnoval činnosti v místním hasičském sboru. V roce 1931 se stal jeho starostou a díky jeho stykům byl v letech 1939–1940 postaven ve Slaném Hasičský dům. Ten byl slavnostně otevřen v červenci 1940 a obsahoval i divadelní sál vyzdobený sochou svatého Floriana od místního sochaře Václava Nejtka.

## Posmrtné ocenění
- V Hasičském domě ve Slaném byla v roce 1947 odhalena pamětní deska se jmény Miroslava Hakena, Josefa Sušánka a Josefa Černého.
- Jméno Miroslava Hakena je též uvedeno na pomníku obětem nacistické okupace na Hlaváčkově náměstí ve Slaném.
- 28. října 1945 byl in memoriam vyznamenán Československým válečným křížem 1939.
- V roce 2014 ocenilo město Slaný Miroslava Hakena in memoriam za přínos občanské společnosti.[6]